# 希蘭州
希蘭州是索馬里中部的一個州，隶属于希尔谢贝利。北鄰埃塞俄比亞，謝貝利河自北往南流經本州。面積31,510平方公里。首府貝萊德文。